# Abacaelostus
Abacaelostus filicornis es una especie de escarabajo de la familia Carabidae, la única especie del género Abacaelostus.